# فاوكيومبيرجوس
فاوكيومبيرجوس (بالفرنسية: Fauquembergues)‏ هي بلدية تقع في إقليم باد كاليه من منطقة نور با دو كاليه في شمال فرنسا. تبلغ مساحة هذه المدينة 7.13 (كم²)، وترتفع عن سطح البحر 78 م، يبلغ عدد سكانها 856 نسمة حسب إحصاء المعهد الوطني للإحصاء والدراسات الاقتصادية سنة 2009 م. وترأس Alain Mequignon البلدية خلال فترة (2001-2008).